# Neliniști
Neliniști este un film românesc din 2007 regizat de Anita Gîrbea.